# Louhi Planitia
Louhi Planitia est une plaine située sur Vénus dans le quadrangle de Snegurochka Planitia. Elle a été nommée en référence à Louhi, une reine mère de plusieurs belles jeunes filles dans la mythologie carélo-finnoise.